# Louye
Louye est une commune française située dans le département de l'Eure, en région Normandie.

## Géographie

### Localisation
| Courdemanche                     | Marcilly-sur-Eure | Marcilly-sur-Eure   |
| Courdemanche Mesnil-sur-l'Estrée | Louye             | Saint-Georges-Motel |
|                                  | Muzy              |                     |

### Hydrographie
La commune est située dans le bassin Seine-Normandie. Elle est drainée par la Coudanne,.
La Coudanne, d'une longueur de 22 km, prend sa source dans la commune de Moisville et se jette  dans l'Avre à Saint-Georges-Motel, après avoir traversé huit communes.

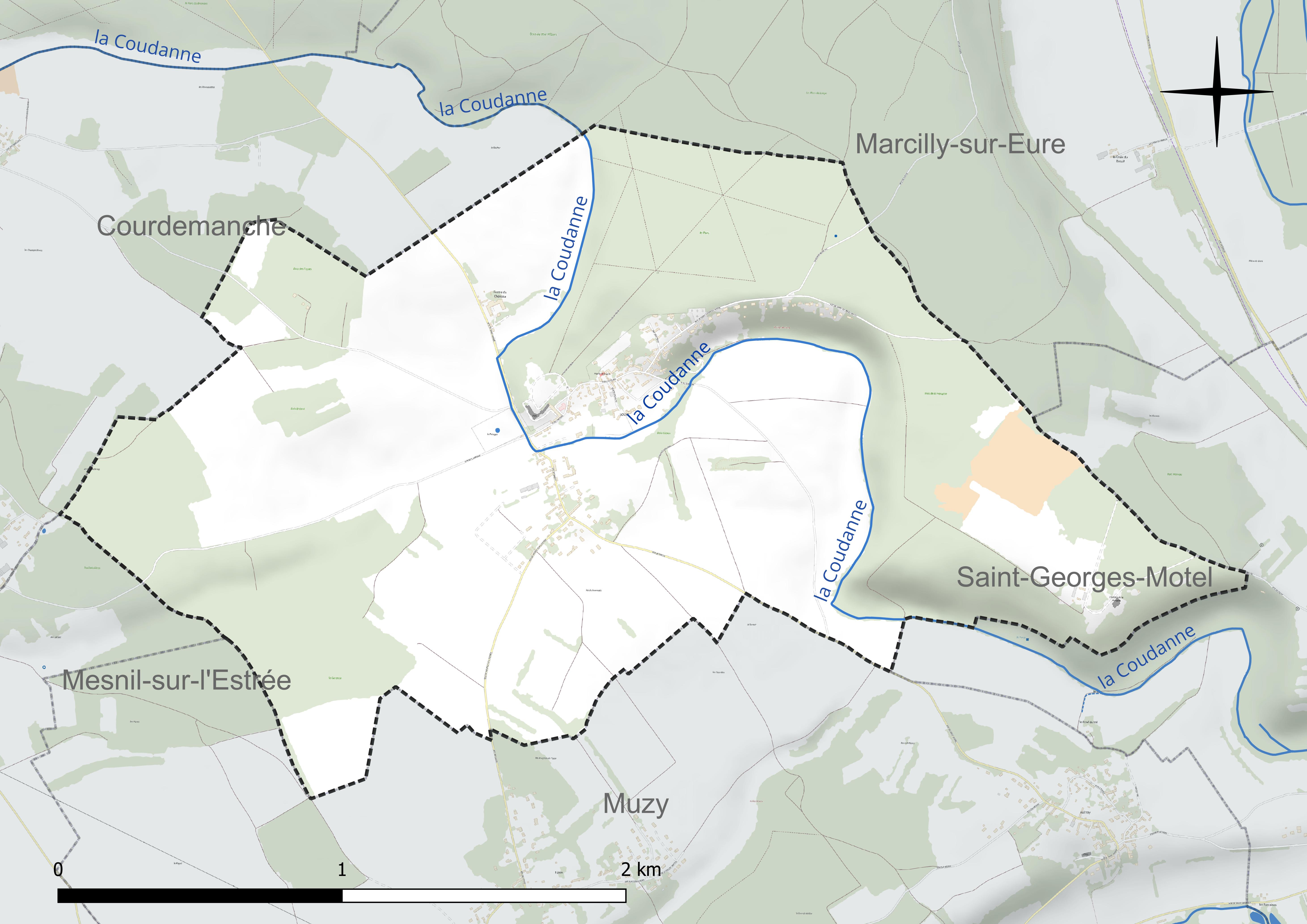
Réseau hydrographique de Louye.

### Climat
Pour des articles plus généraux, voir Climat de la Normandie et Climat de l'Eure.
En 2010, le climat de la commune est de type climat océanique dégradé des plaines du Centre et du Nord, selon une étude du CNRS s'appuyant sur une série de données couvrant la période 1971-2000. En 2020, Météo-France publie une typologie des climats de la France métropolitaine dans laquelle la commune est exposée à un climat océanique et est dans la région climatique  Sud-ouest du bassin Parisien, caractérisée par une faible pluviométrie, notamment au printemps (120 à 150 mm) et un hiver froid (3,5 °C). Parallèlement le GIEC normand, un groupe régional d’experts sur le climat, différencie quant à lui, dans une étude de 2020, trois grands types de climats pour la région Normandie, nuancés à une échelle plus fine par les facteurs géographiques locaux. La commune est, selon ce zonage, exposée à un « climat des plateaux abrités », correspondant aux plaines agricoles de l’Eure, avec une pluviométrie beaucoup plus faible que dans la plaine de Caen en raison du double effet d’abri provoqué par les collines du Bocage normand et par celles qui s’étendent sur un axe du Pays d'Auge au Perche.
Pour la période 1971-2000, la température annuelle moyenne est de 10,6 °C, avec  une amplitude thermique annuelle de 14,3 °C. Le cumul annuel moyen de précipitations est de 607 mm, avec 10,9 jours de précipitations en janvier et 8 jours en juillet. Pour la période 1991-2020, la température moyenne annuelle observée sur la station météorologique la plus proche, située sur la commune de Bû à 13 km à vol d'oiseau, est de 11,4 °C et le cumul annuel moyen de précipitations est de 633,2 mm,. Pour l'avenir, les paramètres climatiques de la commune estimés pour 2050 selon différents scénarios d’émission de gaz à effet de serre sont consultables sur un site dédié publié par Météo-France en novembre 2022.

## Urbanisme

### Typologie
Au 1er janvier 2024, Louye est catégorisée commune rurale à habitat dispersé, selon la nouvelle grille communale de densité à 7 niveaux définie par l'Insee en 2022.
Elle est située hors unité urbaine. Par ailleurs la commune fait partie de l'aire d'attraction de Paris, dont elle est une commune de la couronne,. 

### Occupation des sols
L'occupation des sols de la commune, telle qu'elle ressort de la base de données européenne d’occupation biophysique des sols Corine Land Cover (CLC), est marquée par l'importance des territoires agricoles (50,1 % en 2018), en diminution par rapport à 1990 (55,5 %). La répartition détaillée en 2018 est la suivante : 
terres arables (46,1 %), forêts (42,8 %), zones urbanisées (7,1 %), prairies (4 %). L'évolution de l’occupation des sols de la commune et de ses infrastructures peut être observée sur les différentes représentations cartographiques du territoire : la carte de Cassini (XVIIIe siècle), la carte d'état-major (1820-1866) et les cartes ou photos aériennes de l'IGN pour la période actuelle (1950 à aujourd'hui).

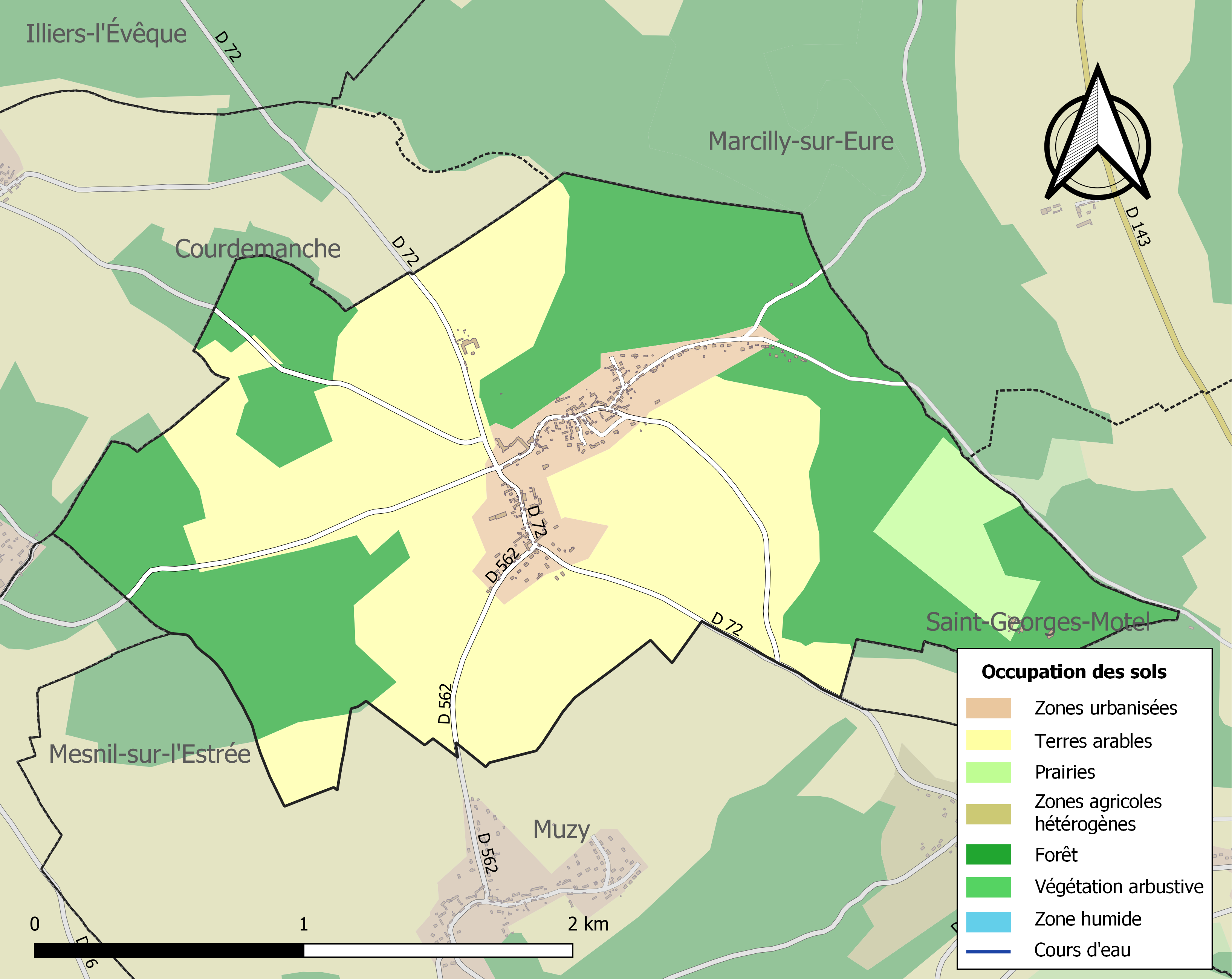
Carte des infrastructures et de l'occupation des sols de la commune en 2018 (CLC).

## Toponymie
Attestée sous les formes Loia au XIIe siècle, Louiz en 1235 (charte de Henri, doyen de Dreux), Loya en 1239 (cartulaire de l'Estrée), Louie en 1828 (Louis Du Bois).
Probablement de l'oïl loie « galerie, hangar, avant-grange ».

## Politique et administration
| Période                                  | Période    | Identité                                       | Étiquette | Qualité                                                      |
| ---------------------------------------- | ---------- | ---------------------------------------------- | --------- | ------------------------------------------------------------ |
| Les données manquantes sont à compléter. |            |                                                |           |                                                              |
| 1800                                     | 1852       |                                                |           |                                                              |
|                                          | < 1874     | Félix d'Arjuzon                                |           |                                                              |
| Les données manquantes sont à compléter. |            |                                                |           |                                                              |
| 20 mai 1900                              | 19/08/1944 | Louis Charles Joseph de Salviac de Viel-Castel |           | Chevalier de la Légion d'honneur (1933), mort pour la France |
| 1944                                     | 1950       | Pierre-Étienne de Salviac de Viel-Castel       |           | Gérant de société Neveu du précédent Décédé en fonction      |
| Les données manquantes sont à compléter. |            |                                                |           |                                                              |
| mars 2008                                | 2014       | Marie-France Lepic                             | SE        | Présidente de la société philanthropique                     |
| mars 2014                                | En cours   | Thierry Lainé                                  | SE        | Agriculteur                                                  |

## Démographie
L'évolution du nombre d'habitants est connue à travers les recensements de la population effectués dans la commune depuis 1793. Pour les communes de moins de 10 000 habitants, une enquête de recensement portant sur toute la population est réalisée tous les cinq ans, les populations de référence des années intermédiaires étant quant à elles estimées par interpolation ou extrapolation. Pour la commune, le premier recensement exhaustif entrant dans le cadre du nouveau dispositif a été réalisé en 2007.

En 2022, la commune comptait 215 habitants, en évolution de −6,11 % par rapport à 2016 (Eure : −0,25 %, France hors Mayotte : +2,11 %).
| 1793 | 1800 | 1806 | 1821 | 1831 | 1836 | 1841 | 1846 | 1851 |
| ---- | ---- | ---- | ---- | ---- | ---- | ---- | ---- | ---- |
| 313  | 297  | 309  | 283  | 260  | 250  | 265  | 250  | 262  |

| 1856 | 1861 | 1866 | 1872 | 1876 | 1881 | 1886 | 1891 | 1896 |
| ---- | ---- | ---- | ---- | ---- | ---- | ---- | ---- | ---- |
| 265  | 286  | 301  | 252  | 233  | 192  | 182  | 165  | 153  |

| 1901 | 1906 | 1911 | 1921 | 1926 | 1931 | 1936 | 1946 | 1954 |
| ---- | ---- | ---- | ---- | ---- | ---- | ---- | ---- | ---- |
| 203  | 199  | 202  | 156  | 174  | 166  | 152  | 155  | 179  |

| 1962 | 1968 | 1975 | 1982 | 1990 | 1999 | 2006 | 2007 | 2012 |
| ---- | ---- | ---- | ---- | ---- | ---- | ---- | ---- | ---- |
| 147  | 119  | 127  | 149  | 175  | 176  | 219  | 225  | 245  |

| 2017 | 2022 | - | - | - | - | - | - | - |
| ---- | ---- | - | - | - | - | - | - | - |
| 220  | 215  | - | - | - | - | - | - | - |

## Lieux et monuments

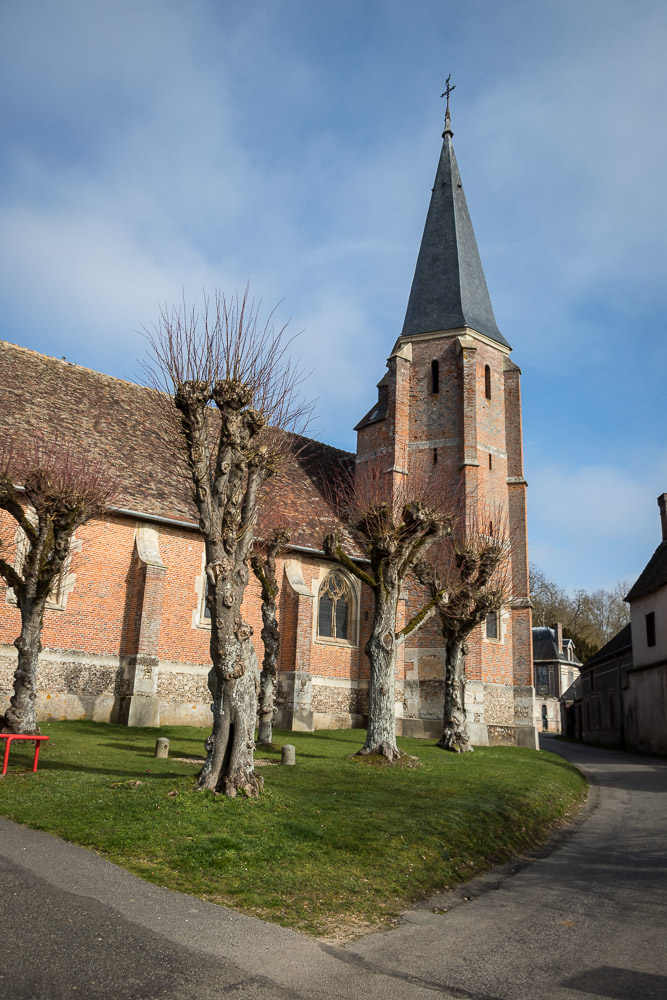
L'église Saint-Nicolas.

- Château de Louye et son parc, inscrits au titre des monuments historiques[22], sur lequel l'architecte Louis-Martin Berthault est intervenu. Il domine l'ensemble du hameau.
- Château de La Héruppe (1913-1916), inscrit au titre des monuments historiques le 23 octobre 2002[23],[24],  Patrimoine du XXe siècle.
Cet édifice a été bâti de 1913 à 1916 par l'architecte anglais Walter Cave pour le comte Pierre de Viel Castel. Le logis, de plan massé, est construit en brique avec des baies à petits carreaux aux boiseries blanches, dans le style anglais. Il est à l'écart du hameau, sur la route de Saint-Georges-Motel.

## Personnalités liées à la commune
- Le comte Gabriel d'Arjuzon (1761-1851), administrateur et homme politique français des XVIIIe et XIXe siècles, possédait le château de Louye.
- Le comte Félix d'Arjuzon (1800-1874), homme politique français du XIXe siècle, fils du précédent, vend le château de Louye en 1852.
- La famille de Jacques-Désiré Laval, apôtre de l'île Maurice, s'installa en 1816 dans la ferme du château de Louye.
- Georges de Layens apiculteur, créateur de la ruche à cadres mobiles (1834-1897) habitant de la commune possède une stèle à son nom.
- la Famille Lepic, propriétaire du château depuis son achat par le comte de Viel Castel en 1882.